# Darat Sawah (Seginim)
Darat Sawah is een bestuurslaag in het regentschap Bengkulu Selatan van de provincie Bengkulu, Indonesië. Darat Sawah telt 1627 inwoners (volkstelling 2010).